# Lasiopetalum cardiophyllum
Lasiopetalum cardiophyllum är en malvaväxtart som beskrevs av Paust. Lasiopetalum cardiophyllum ingår i släktet Lasiopetalum och familjen malvaväxter. Inga underarter finns listade i Catalogue of Life.